# Куп Мађарске у фудбалу 1930/31.
Куп Мађарске у фудбалу 1930/31. (мађ. 1930–1931-es magyar labdarúgókupa) је било 13. издање серије, на којој је екипа ФК Трећи округ ТВЕ тријумфовала по 1. пут. 

## Четвртфинале
| 1. екипа           | Резултат | 2. екипа     |
| ------------------ | -------- | ------------ |
| ФК Ференцварош     | 6 : 1    | ФК Ујпешт    |
| ФК Бочкаји         | 3 : 2    | ФК Татабања  |
| ФК Хунгарија       | +:-      | ФК Буда 11   |
| ФК Трећи округ ТВЕ | 4:2      | ФК БКВ Елере |

## Полуфинале
| 1. екипа           | Резултат | 2. екипа     |
| ------------------ | -------- | ------------ |
| ФК Ференцварош     | 6 : 3    | ФК Хунгарија |
| ФК Трећи округ ТВЕ | 2 : 1    | ФК Бочкаји   |

## Финале
| ФК Трећи округ ТВЕ                     | 4 : 1 | ФК Ференцварош           |
| -------------------------------------- | ----- | ------------------------ |
| Пал Зилахи 4’ 22’ 75’ · Јожеф Ђери 80’ |       | Шандор Штајнер 58’ (а/г) |